# 飽腹之戰
《飽腹之戰》（韓語：배불리힐스）為Disney+於2025年8月24日起上線的原創韓國綜藝節目，由徐章焄、申奇露、神童、李奎浩、Pung ja、羅善旭主持。由六位名人展開卡路里對決，「韓流帝王」Super Junior成員神童更成固定班底，憑藉驚人食量與無敵食慾，力拚吃播王者寶座。